# Молчаново (Молчановський район)
Молча́ново (рос. Молчаново) — село, центр Молчановського району Томської області, Росія. Адміністративний центр Молчановського сільського поселення.

## Населення
Населення — 5746 осіб (2010; 6091 у 2002).
Національний склад (станом на 2002 рік):
- росіяни — 93 %